# Regla de tres (obra de teatro)
Regla de tres (Título original en inglés: Rule of Three) es una obra de teatro escrita por la novelista de crimen y misterio Agatha Christie en 1962.
Consta de tres piezas teatrales de un solo acto cada una.

## Historias y argumentos
Los títulos y argumentos de las piezas que componen esta obra son:

### Las ratas
(Título original: The Rats)
Sandra y David, amantes adulteros, reciben cada uno una llamada telefónica en la que se les invita al piso de un conocido de ambos. Cuando pretenden marcharse descubren que están encerrados en el piso, y que hay un cadáver en el cofre de Kuwait.

### Tarde en la playa
(Título original: Afternoon at the Seaside)
Una excursión familiar, una tarde en la playa, culmina con la captura de un ladrón de joyas y con algunas revelaciones inesperadas... y también con la resolución de ir a otro sitio en las vacaciones del año siguiente.

### El paciente
(Título original: The Patient)
La señora Wingfield queda paralizada a resultado de una caída del balcón de su casa. Su médico ha descubierto una manera de comunicarse con ella y está a punto de hacerlo en presencia de su familia. Pero hay alguien que no desea que cuente la verdad sobre esa tarde fatal.
- Datos: Q11576710